# Küti
Küti est un village de la commune de Vinni du comté de Viru-Ouest en Estonie.
Au 31 décembre 2011, il compte 87 habitants.